# Lodhran
Lodhran (urdu: لودهراں‬) – miasto w Pakistanie, w prowincji Pendżab. W 2017 roku liczyło 117 851 mieszkańców.